# Dahana
Dahana är ett släkte av fjärilar. Dahana ingår i familjen björnspinnare.
Kladogram enligt Catalogue of Life:
| Dahana | \| \| Dahana atripennis \| \| \| \| \| \| Dahana cubana \| \| \| \| |
|        | \| \| Dahana atripennis \| \| \| \| \| \| Dahana cubana \| \| \| \| |
|        | Dahana atripennis                                                   |
|        |                                                                     |
|        | Dahana cubana                                                       |
|        |                                                                     |

## Bildgalleri

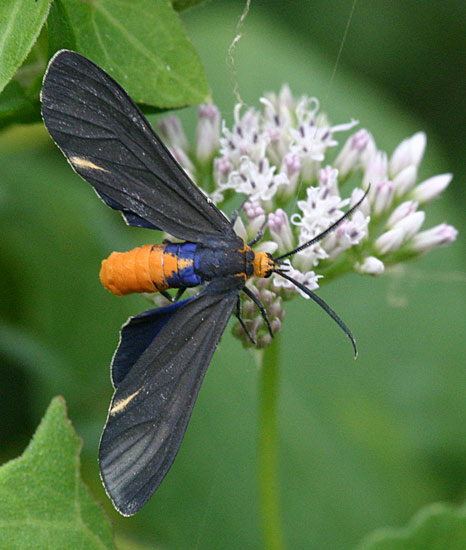